# حمید جوکار
حمید جوکار (زاده ۶ فروردین ۱۳۶۶) بازیکن فوتبال اهل ایران است.
وی سابقه عضویت در تیم‌های نساجی مازندران و گسترش فولاد تبریز را دارد.